# Bodianus opercularis
 Bodianus opercularis és una espècie de peix de la família dels làbrids i de l'ordre dels perciformes.

## Morfologia
Els mascles poden assolir els 18 cm de longitud total.

## Distribució geogràfica
Es troba des del Mar Roig i el Golf d'Aqaba fins a Madagascar i Maurici.